# 造国
造国（ぞうこく）とは、平安時代中期から南北朝時代にかけて、内裏や寺社などの造営・修理の負担を割り当てられた国のこと。その責任者となった造国の国司（受領）を造国司（ぞうこくし）という。

## 概要
律令制度における造営・修理事業は、内裏は造宮省・修理職・木工寮が、寺院は造寺司が管轄して、諸国からの庸・調を財源として事業を行った。一方、神社の場合には造宮使が管轄して、神税を財源として事業を行った。ところが、律令制度の衰退とともにこうした費用調達の方法には限界が生じ、その中で天徳4年（960年）には平安京遷都以来初めて内裏が火災で焼失してその再建が問題となった。そこで、朝廷は内裏の独立した各殿舎ごとに特定の国に割り当てて再建を命じた。これが造国の始まりである。この時には一部の殿舎が造国によって造営されただけであったが、天延元年（973年）に焼失した薬師寺の再建の際には伽藍ごとに割り当てが決められて、全面的な造国制度が実施された。
造国は普通は1国が1施設（殿舎・伽藍）の造営・修理を責任をもって行うことになっていたが、場合によっては複数国で1施設を担当する場合があり、この場合は所課国（しょかこく）と称された。造国・所課国を割り当てられることは国充と呼ばれ、その国の租は半免され、国衙が保有している不動穀や正税を財源とすることが許された。所定の公納（済物）を全て納めた上で、造営・修理を果たした国司は位階を進められた。
ただし、当時の財政悪化によって不動穀や正税のみで必要な財源を確保することは極めて困難であり、国司が現地において臨時加徴を行ったり、反対に国司が重任と引き換えに自己の私財を提供して造営・修理にあたる成功が採用される場合もあった（朝廷や院側の意向によって国司に対して成功の申請を命じられ（事実上の賦課）、事業完了後にその褒賞として重任などが認められる場合もあった）。11世紀後半には造内裏役などを名目として一国平均役による臨時加徴が朝廷の了承を受けて実施されたり、国充・成功を問わずに済物納付の免除や納期延長が行われるようになった。12世紀に入って知行国が登場すると、知行国が造国に充てられて知行国主と造国司とともに造営の責任を負うことになり、また、鎌倉時代に入ると、寺社の造営の場合に初めから特定の国を造営・修理対象の寺社の知行国（造営料国）として与えられる事例も登場した。